# カタステリスモイ
『カタステリスモイ』（ギリシア語：Καταστερισμοί, Catasterismi、意味は「星々の配置」）とは、星々や星座の神話的な起源を、ヘレニズム期の解釈で語ったアレクサンドリアの散文。

## 作者
天文学者のエラトステネスとも言われるが、そう言い切るには問題がある。この作者は占星術には詳しいようだが、それはエラトステネスの科学的な推測・問題解決とは何の関係もない。確かに占星術は天文学の起源だが、天文学は論理的問題解決能力に欠ける占星術の前兆や解釈を切り捨てている。この分離は紀元前1世紀頃、アレクサンドリアの知的サークルでなされた。そうした理由から、『カタステリスモイ』はエラトステネス作とする偽書で、その作者は「偽エラトステネス（pseudo-Eratosthenes）」と呼ばれている。

## テキストと歴史
オリジナルは失われていて、それに基づいて、1世紀末にまとめられた要約の形で残っている。その後、長い期間をかけて熟成した。メソポタミアの黄道十二星座が、ペルシア人解釈者を経由して古代ギリシアにもたらされ、翻訳された。翻訳するにあたっての重要な要素は、個々の星やプレアデス星団やヒアデス星団のような星座の形を、ギリシア神話の何にあてはめるかである。古典ギリシア時代、プラトーンはというと、「遊星」とそれを管理する神々とを完全に切り離していた。ヘレニズム文化には、その繋がりは切り離せないものになっていた。たとえば、アポローンはもはや太陽の統治者ではなくなり、ヘーリオス、つまり太陽そのものになった。

## 内容
- 第1章から第42章 - トレミーの48星座のうちの43を扱っている。その中にはプレアデス星団も含まれる。
- 第43章と第44章 - 5つの惑星と銀河系を扱っている。
- ヘーシオドス作と言われる失われた本『アストロノミア（Astronomia）』からの引用がいくつかある。
- 神話的主題の多くはアラートスの『現象（Phaenomena）』（紀元前275年頃）から引かれていて、実質的にアラートスの書いたことを脚色したものである。反対に、後世のガイウス・ユリウス・ヒュギーヌス作と言われる『天文詩』は『カタステリスモイ』と類似している。

## 出版
ルネサンスの時代、『カタステリスモイ』の印刷物は早くからエラトステネス作としてきたが、常に、Erhard Ratdoltが木版画の挿絵つきで印刷した『天文詩』（1482年、ヴェネツィア）の陰に隠れていた。
Johann Schaubach版の『カタステリスモイ』（1791年、マイニンゲン）には天体図の挿絵がついたが、他の本（Johann Gottlieb Buhle版『現象』1793年 - 1801年、ライプツィヒ）から得たものだった。